# Afrotyphlops blanfordii
Afrotyphlops blanfordii е вид влечуго от семейство Червейници (Typhlopidae).

## Разпространение
Видът е разпространен в Еритрея и Етиопия.